# Martigny-sur-l'Ante
Martigny-sur-l'Ante é uma comuna francesa na região administrativa da Normandia, no departamento Calvados. Estende-se por uma área de 9,29 km². Em 2010 a comuna tinha 330 habitantes (densidade: 35,5 hab./km²).